# Brandkastzegel

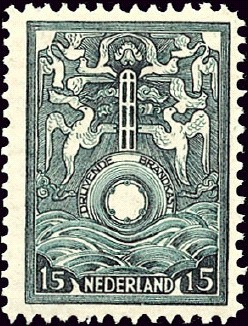
Brandkastzegel Nederland

Een Brandkastzegel is een soort postzegel, die tussen 1 februari 1921 en 1 september 1923 in Nederland en in Nederlands-Indië zijn gebruikt bij zeepost.
De brandkastzegel hield verband met het gevaar destijds van zeemijnen, een overblijfsel van de Eerste Wereldoorlog. 
Bij een scheepsramp ging natuurlijk ook de post verloren. Uitvinder Cor van Blaaderen kwam toen met een drijvende brandkast, die boven water kwam als een mailboot zonk en een radiosignaal uitzond. De post werd dan gespaard. Om zeepost te verzenden in die brandkast moest men een aanvullende betaling doen: de brandkastzegel. 
De brandkastzegels werden uitgegeven door de N.V. Mij tot Exploitatie van Van Blaaderens Drijvende Brandkasten en niet door de toenmalige PTT; het zijn dan ook geen officiële postzegels, maar voor filatelisten niet minder interessant. De meeste zegels zijn gebruikt voor zeepostverkeer tussen Nederland en Nederlands-Indië. Er zijn ook brandkastzegels gedrukt voor zeepost naar Suriname en naar Curaçao maar deze zijn nooit als zodanig gebruikt. Deze zijn middels de opruimingsuitgifte van 1927 als frankeerzegels gebruikt.
De brandkastzegels van Nederland en van Nederlands-Indië zijn opgenomen in de NVPH-catalogus. Ze zijn gestempeld en op brief veel duurder dan ongebruikt.
andreaskruis · baarfrankering · brandkastzegel · cinderella · decemberzegel · dienstzegel · doorloper · dwangtoeslagzegel · eerste postzegelemissie · gelegenheidszegel · gemeenschappelijke postzegelemissie · gemengde frankering · gepersonaliseerde postzegel · kinderpostzegel · langlopende postzegel · luchtpostzegel · perfin · portzegel · postpakketzegel · postzegel met tab · postzegelboekje · spoorwegzegel · toeslagzegel · vertanding · voorafstempeling · zelfklevende postzegel · zomerpostzegel · zondagstrookje
Portaal · Categorie